# 오 리에
오 리에(王理恵, 1970년 3월 7일 ~ , 일본 도쿄도 출생)는 TV 스포츠 캐스터이자 일본 J-WAVE 라디오 방송국의 진행자이다.
오 리에는 전직 야구선수이자 후쿠오카 소프트뱅크 호크스 팀 감독 오 사다하루의 둘째 딸이다. 도쿄도의 아오야마 가쿠인 대학을 졸업했으며 야채 소믈리에 자격도 갖추고 있다. 1996년 TV로 이직하기 전에 하쿠호도 광고 대행사에서 근무했다.